# 大久保芝麻蝸牛
大久保芝麻蝸牛（学名：Diplommatina ookuboi）为芝麻蝸牛科芝麻蝸牛屬下的一个高海拔陸地蝸牛物種:52。

## 扩展阅读
- 維基物種上的相關：大久保芝麻蝸牛